# Chasmistes
Chasmistes é um género de peixes actinopterígeos da família Catostomidae.
Este género contém as seguintes espécies:
- Chasmistes brevirostris Cope, 1879
- Chasmistes cujus Cope, 1883
- Chasmistes fecundus (Cope & Yarrow, 1875)
- Chasmistes liorus D. S. Jordan, 1878
  - Chasmistes liorus liorus D. S. Jordan, 1878
  - Chasmistes liorus mictus R. R. Miller & G. R. Smith, 1981
- †Chasmistes muriei R. R. Miller & G. R. Smith, 1981
- †Chasmistes spatulifer R. R. Miller  & G. R. Smith, 1967